# Zhu Menghui
Det här är en artikel om en person med kinesiskt personnamn; Zhu är familjenamnet.
Zhu Menghui, född 23 mars 1999, är en kinesisk simmare. 

## Karriär
Zhu tävlade i tre grenar (100 meter frisim, 4 x 100 meter frisim och 4 x 100 meter medley) för Kina vid olympiska sommarspelen 2016 i Rio de Janeiro.